# Phyllanthus nozeranianus
Phyllanthus nozeranianus är en emblikaväxtart som beskrevs av Jean F.Brunel och Jacobus Petrus Roux. Phyllanthus nozeranianus ingår i släktet Phyllanthus och familjen emblikaväxter.
Artens utbredningsområde är Elfenbenskusten. Inga underarter finns listade i Catalogue of Life.